# Endocardite
Endocardite  é uma inflamação que atinge parte da camada mais interna do coração, o endocárdio, que está em contato direto com o sangue interno. Também podem afetar as válvulas cardíacas, septo interventricular ou as cordas tendinosas que abrem as válvulas. Pela forte pressão sanguínea local, o endocárdio é uma região pouco protegida pelo sistema imunológico, o que também dificulta seu tratamento eficiente. A doença pode ter origem infecciosa ou não.

## Causa

### Endocardite infecciosa
Apresenta-se na forma de uma massa amorfa, chamada de vegetação, que se podem deslocar e atingir diversos pontos do corpo, como os pulmões e o cérebro. É composta de células inflamatórias, plaquetas, fibrina e uma grande quantidade de microrganismos. Costuma ocorrer nas válvulas cardíacas, porém pode ocorrer em outros pontos do endocárdio. Pode ser causado por inúmeras espécies de bactérias ou fungos, embora estes sejam mais raros.
Antes da existência dos antibióticos a doença era quase invariavelmente fatal, sendo que a doença era dividida entre aguda e subaguda conforme o grau de virulência do agente e do tempo de evolução do agente, que varia de dias a meses. Hoje permanece séria, mas com um prognóstico muito melhor. A doença tem fatores de risco, ou seja, situações que facilitam seu aparecimento. Os fatores de risco mais conhecidos para a endocardite são:
- certas doenças congênitas do coração (má formações durante a formação do embrião);[2]
- certas doenças das válvulas do coração, provocadas por Moléstia reumática, um tipo de reumatismo.[2]
- determinados tipos de Prolapso da válvula mitral, uma doença do tecido de sustentação da válvula mitral; e[2]
- uso de drogas ilícitas endovenosas (toxicomania).[2]

### Endocardite não-infecciosa
Também conhecida como marântica, pode ser causada por tumor, doença autoimune (como lúpus) ou por respostas inflamatórias do corpo.

## Sinais e sintomas
Podem ocorrer, entre outros:
- Febre,
- Calafrios,
- Sudorese (suor excessivo),
- Perda de peso,
- Mal estar,
- Perda de apetite,
- Tosse,
- Dor de cabeça,
- Náuseas e;
- Vômitos.

## Diagnóstico
O diagnóstico é feito por cultura bacteriana, por métodos de ecocardiografia ou pela demonstração de infecção sanguínea através de hemocultura, que permite identificar as bactérias livres no sangue. O endocárdio não é uma superfície fácil de ser infecta, então doenças que favoreçam o desenvolvimento de endocardite, como febre reumática ou prolapso de válvula mitral, devem ser avaliadas também.

## Tratamento
O tratamento visa controlar a infecção e, se possível, a correção da causa que predispôs a endocardite. São longos tratamentos, com muitas semanas de internação hospitalar, com uso de um grande número de medicamentos, inclusive antibióticos, e muitas vezes necessitando de cirurgia cardíaca.